# Cratere Kolobok
Kolobok è un cratere sulla superficie di Ryugu.